# Parafia Matki Bożej Bolesnej w Korytkowie Dużym
Parafia Matki Bożej Bolesnej w Korytkowie Dużym – parafia rzymskokatolicka należąca do dekanatu Biłgoraj – Północ diecezji zamojsko-lubaczowskiej. Została utworzona w 1983 roku. Prowadzą ją księża diecezjalni.

## Zasięg parafii
Do parafii należą wierni z miejscowości: Andrzejówka, Karolówka, Korytków Duży, Korytków Mały, Nadrzecze i Niemirów.